# Cortes de Baza
Cortes de Baza es una localidad y municipio español situado en la parte septentrional de la comarca de Baza, en la provincia de Granada, comunidad autónoma de Andalucía. Limita con los municipios granadinos de Zújar, Baza, Benamaurel Castilléjar y Castril; y con los jienenses de Peal de Becerro y Pozo Alcón. Cuenta con una población de 1793 habitantes (INE 2024). Por su término discurre el río Castril.
El municipio cortesano comprende los núcleos de población de Cortes de Baza —capital municipal—, Campocámara, Los Laneros, Las Cucharetas, La Teja y La Ermita, así como los diseminados de La Almocarza, Barreto, Cerrillo de Larios, El Collado, Cueva de León, Cuevas de Campoy, El Cura, El Entredicho, Gibado, El Horno, Larios, Los Marcelinos, El Rey, El Río, La Simona, Trillo, La Veleta, El Zanahoria y Las Zorras.

## Toponimia
Su nombre procede del árabe "Qultis", que heredaron del latín "cohors-ortis", que en su primitivo significado se refería a una pequeña explotación agroganadera («corral, casa de campo»).

## Símbolos
Cortes de Baza cuenta con un escudo y bandera propios, aunque estos no están oficializados conforme a la normativa autonómica, lo que no evita su uso generalizado por parte del consistorio, asociaciones, clubes deportivos del municipio y otras administraciones públicas.

### Escudo
El blasón que viene usando el municipio tiene la siguiente descripción:

De gules (rojo), monte al natural sumado de torre de plata (blanco) mazonada de sable (negro) y aclarada de gules, sobre ondas de azur (azul) y plata. Al timbre, corona real cerrada.

### Bandera
La enseña que viene usando el municipio tiene la siguiente descripción:

Bandera rectangular de proporciones 2:3, formada por tres franjas horizontales iguales, blancas las exteriores, azul la central y una franja vertical junto al asta de 1/3 de largo de la bandera, roja con una torre blanca.

## Historia
La historia de Cortes de Baza se remonta a la cultura argárica, habiéndose encontrado gran número de objetos de cobre y bronce en las cuencas y mesetas del municipio.
Los fenicios, griegos y cartagineses dejaron su huella con abundantes testimonios de cerámicas ibéricas que conviven con cerámica griega y púnica, fruto de las transacciones comerciales con fenicios y griegos al ser zona de tránsito entre el Mediterráneo y los núcleos mineros de Sierra Morena, a través del puerto de Tíscar, entre los siglos VI y II a. C.

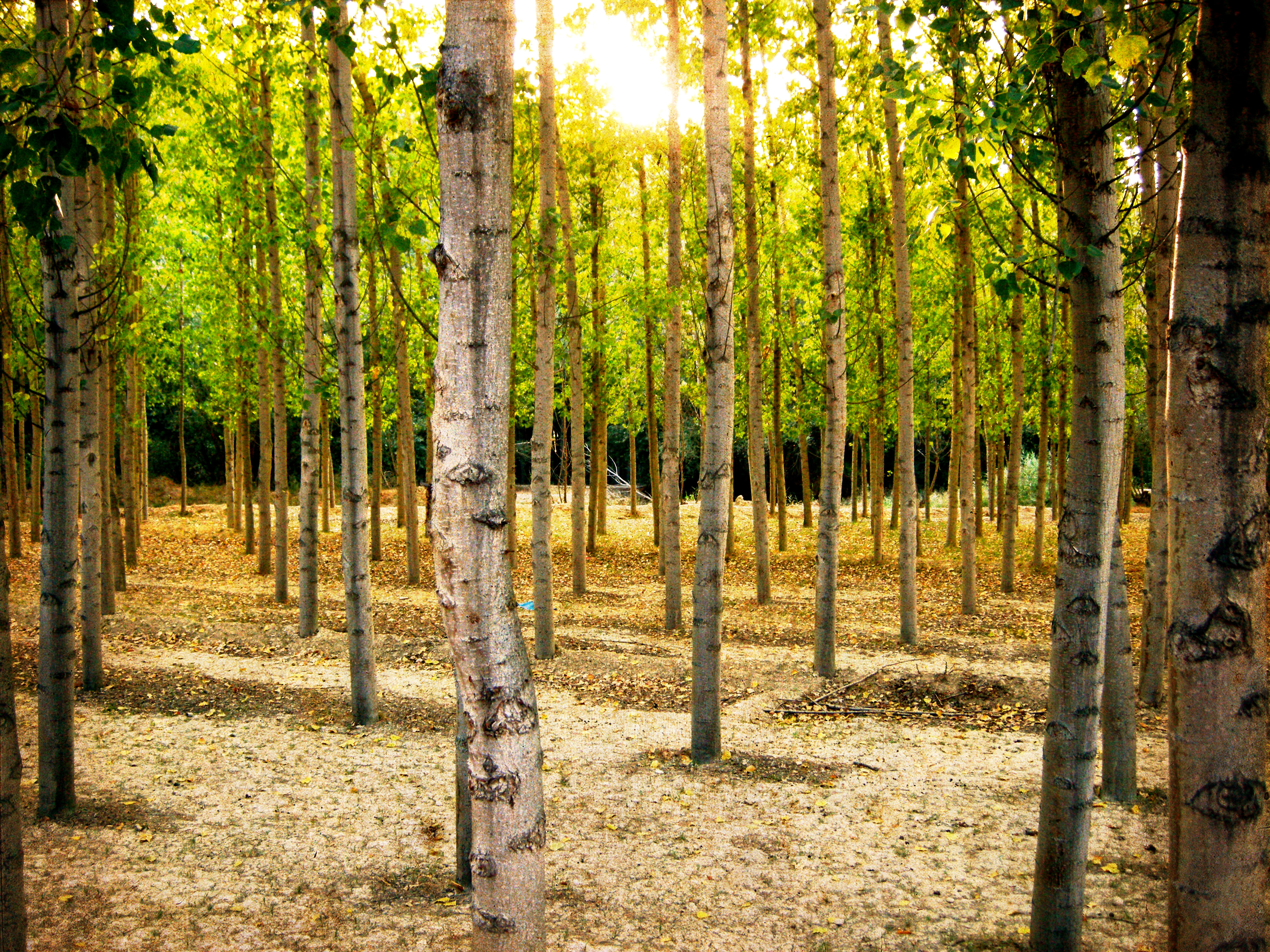
Chopera en Cortes de Baza

De la época romana hay numerosos vestigios en el paraje denominado Llano del Tablón, a poca distancia de Cortes, donde fue descubierta en los años 1940 una villa romana en la que aún se conservan los restos de sus termas, cerámicas y columnas.
La zona donde se encuentra el municipio fue conquistada por los musulmanes en el siglo VIII y posteriormente formó parte del Reino de Granada. Es entonces cuando aparece Qultis como una pequeña alquería surgida a la sombra de su castillo, que controlaba el valle del río Castril dentro de la frontera granadina.
El Rey Ibn al-Ahmar, fundador de la dinastía Nazarí, fortificó el castillo de Cortes entre 1248 y 1261, formando parte de la red defensiva que desde Tíscar hasta Vélez-Blanco serían los puntos neurálgicos con la frontera del Reino de Murcia. En 1440 Cortes de Baza quedó despoblado a causa de la guerra.
La reconquista definitiva tuvo lugar a mediados de 1488, en el avance de los Reyes Católicos sobre Granada, y poco antes del asedio de Baza. Cortes y Castilléjar entonces formaron parte del señorío cedido al Condestable de Navarra, Don Luis de Beaumont en 1495.
Tras la rebelión de los moriscos granadinos, que se inició en La Alpujarra en 1568 y se extendió rápidamente por esta zona, se produjo su expulsión definitiva. Las tierras fueron repobladas por cristianos viejos procedentes del norte del país.
Durante los siglos XVI y XVIII Cortes de Baza experimentó un crecimiento demográfico y económico, basado en la agricultura y la ganadería. En el siglo XIX la localidad sufrió las consecuencias de la guerra de la Independencia y las guerras carlistas. En el siglo XX continuó siendo un municipio rural, con una economía basada en la agricultura.

## Geografía

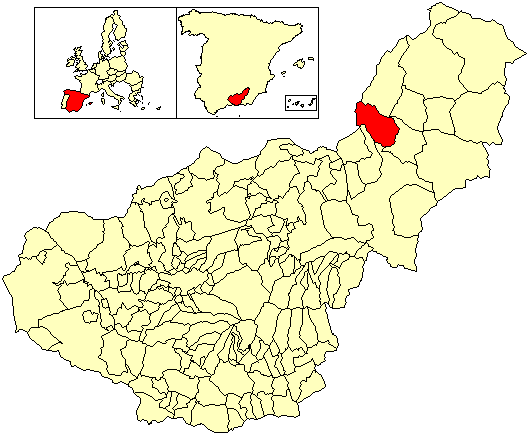
Extensión del municipio en la provincia de Granada

### Situación
Integrado en la comarca de Baza, se encuentra situado a 118 kilómetros de la capital provincial, a 172 de Almería, a 175 de Jaén y a 181 de Murcia.
| Noroeste: Pozo Alcón (J) y Peal de Becerro (J) | Norte: Castril                | Nordeste: Castril, Castilléjar y Benamaurel |
| Oeste: Pozo Alcón (J)                          |                               | Este: Benamaurel                            |
| Suroeste: Zújar                                | Sur: Zújar, Baza y Benamaurel | Sureste: Benamaurel                         |

### Clima
El clima es mediterráneo con rasgos de continental. El carácter mediterráneo se lo confieren los inviernos largos y fríos, con temperaturas medias por debajo de 10°C; los veranos secos y calurosos, con temperaturas que superan los 35 °C; la falta de entidad de las estaciones intermedias pues el invierno se prolonga hasta abril o la primera quincena de mayo y el verano hasta finales de octubre; y la escasez de lluvias y su irregular distribución, no superando en los últimos años los 370 litros por metro cuadrado anuales, con máximos en primavera y otoño (casi siempre con fenómenos tormentosos de efectos trágicos y muy erosivos) y un fuerte estiaje durante el verano.

## Demografía

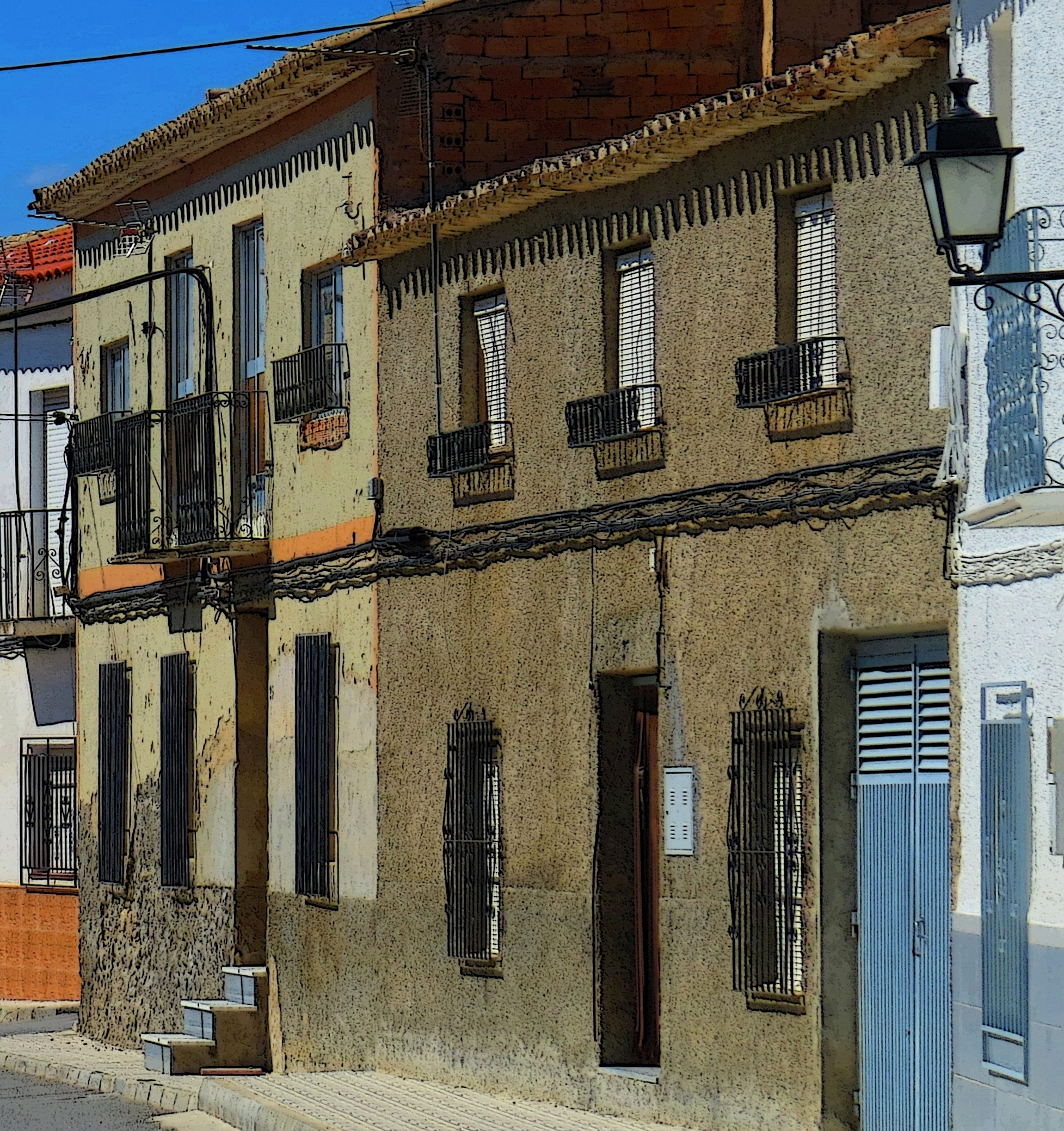
Viviendas en la calle San José

Cortes de Baza cuenta con una población de 1793 habitantes (INE 2024), que se distribuyen de la siguiente manera:
| Unidad poblacional | Hab. |
| ------------------ | ---- |
| Cortes de Baza     | 932  |
| Campocámara        | 462  |
| Los Laneros        | 177  |
| Las Cucharetas     | 117  |
| La Teja            | 55   |
| La Ermita          | 23   |
| diseminado         | 29   |
| TOTAL              | 1795 |

### Evolución de la población
| Gráfica de evolución demográfica de Cortes de Baza entre 1842 y 2021                                                |
| |
| Población de derecho según los censos de población del INE Población de hecho según los censos de población del INE |

## Economía
Parte de su economía se desarrolla gracias al turismo rural con sus numerosas casas-cueva en casi todas sus poblaciones.

### Evolución de la deuda viva municipal
| Gráfica de evolución de la deuda viva del Ayuntamiento de Cortes de Baza entre 2008 y 2019                                |
| |
| Deuda viva del Ayuntamiento de Cortes de Baza en miles de euros según datos del Ministerio de Hacienda y Función Pública. |

## Política
Los resultados en Cortes de Baza de las últimas elecciones municipales, celebradas en mayo de 2023, son:
| Elecciones Municipales - Cortes de Baza (2023) | Elecciones Municipales - Cortes de Baza (2023)    | Elecciones Municipales - Cortes de Baza (2023) | Elecciones Municipales - Cortes de Baza (2023) | Elecciones Municipales - Cortes de Baza (2023) |
| Partido político                               | Partido político                                  | Votos                                          | %Válidos                                       | Concejales                                     |
| ---------------------------------------------- | ------------------------------------------------- | ---------------------------------------------- | ---------------------------------------------- | ---------------------------------------------- |
|                                                | Agrupación Independiente de Cortes de Baza (AICB) | 501                                            | 45,42%                                         | 4                                              |
|                                                | Partido Socialista Obrero Español (PSOE)          | 307                                            | 27,83%                                         | 3                                              |
|                                                | Partido Popular (PP)                              | 288                                            | 26,11%                                         | 2                                              |

### Alcaldes
| Legislatura | Nombre                                                                 | Grupo   |
| ----------- | ---------------------------------------------------------------------- | ------- |
| 1979-1983   | Antonio Luis Ruiz de la Fuente González                                | IND     |
| 1983-1987   | Pedro Antonio Sola Ginés                                               | PSOE    |
| 1987-1991   | José Burrueco Valenzuela                                               | PSOE    |
| 1991-1995   | Juan Alarcón Valero                                                    | PSOE    |
| 1995-1999   | Juan Alarcón Valero                                                    | PSOE    |
| 1999-2003   | Juan Alarcón Valero                                                    | PSOE    |
| 2003-2007   | Juan Alarcón Valero                                                    | PSOE    |
| 2007-2011   | Juan Fernández Carmona                                                 | ADEI    |
| 2011-2015   | Práxedes Torrecilla Vidal (2011-2013) Ana María Ruiz Reyes (2013-2015) | PA PSOE |
| 2015-2019   | Ana María Ruiz Reyes                                                   | PSOE    |
| 2019-2023   | Juan Fernández Carmona                                                 | AICB    |
| 2023-act.   | Juan Fernández Carmona                                                 | AICB    |

## Comunicaciones

### Carreteras
Las principales vías de comunicación que transcurren por el municipio son:
| Identificador | Denominación                                | Itinerario                      |
| ------------- | ------------------------------------------- | ------------------------------- |
| GR-9103       | De Las Cucharetas a GR-9106                 | Las Cucharetas - Cortes de Baza |
| GR-9105       | De GR-9106 a la A-326                       | San Marcos - Fátima             |
| GR-9106       | De A-4200 a Límite con la provincia de Jaén | San Marcos - La Ermita          |

Algunas distancias entre Cortes de Baza y otras ciudades:
| Ciudades | Distancia (km) |
| -------- | -------------- |
| Baza     | 24             |
| Granada  | 118            |
| Almería  | 172            |
| Jaén     | 175            |
| Murcia   | 181            |

## Servicios públicos

### Sanidad
El municipio cuenta con cinco consultorios médicos de atención primaria situados uno en la plaza de la Constitución, n.º 1, de Cortes de Baza; otro en la calle Mayor, n.º 8, de Campocámara; otro en la calle Virgen de Fátima s/n de Los Laneros; otro en Las Cucharetas y el último en La Teja, dependientes todos ellos del Área de Gestión Sanitaria Nordeste de Granada. El servicio de urgencias está en el centro de salud de Benamaurel y el área hospitalaria de referencia es el Hospital de Baza.

### Educación
Los centros educativos que hay en el municipio son:
| Denominación Genérica                    | Nombre del Centro                     | Naturaleza | Dirección |
| ---------------------------------------- | ------------------------------------- | ---------- | --- |
| Colegio Público Rural                    | C.P.R. "Cruz de Mayo"                 | Público    | C/ Virgen de Fátima, s/n. Los Laneros Lg. de Las Cucharetas, s/n. Las Cucharetas Lg. de La Teja, s/n. La Teja |
| Colegio de Educación Infantil y Primaria | C.E.I.P. "Nuestra Señora del Rosario" | Público    | C/ Mayor, s/n. Campocámara                                                                                    |
| Colegio de Educación Infantil y Primaria | C.E.I.P. "Santos Médicos"             | Público    | C/ Rey Juan Carlos I, s/n                                                                                     |

## Cultura

### Patrimonio
Entre los monumentos más importantes destaca la iglesia de Nuestra Señora de la Anunciación, del siglo XVI, con estilo renacentista que aún conserva su artesonado mudéjar, realizado por artesanos moriscos.

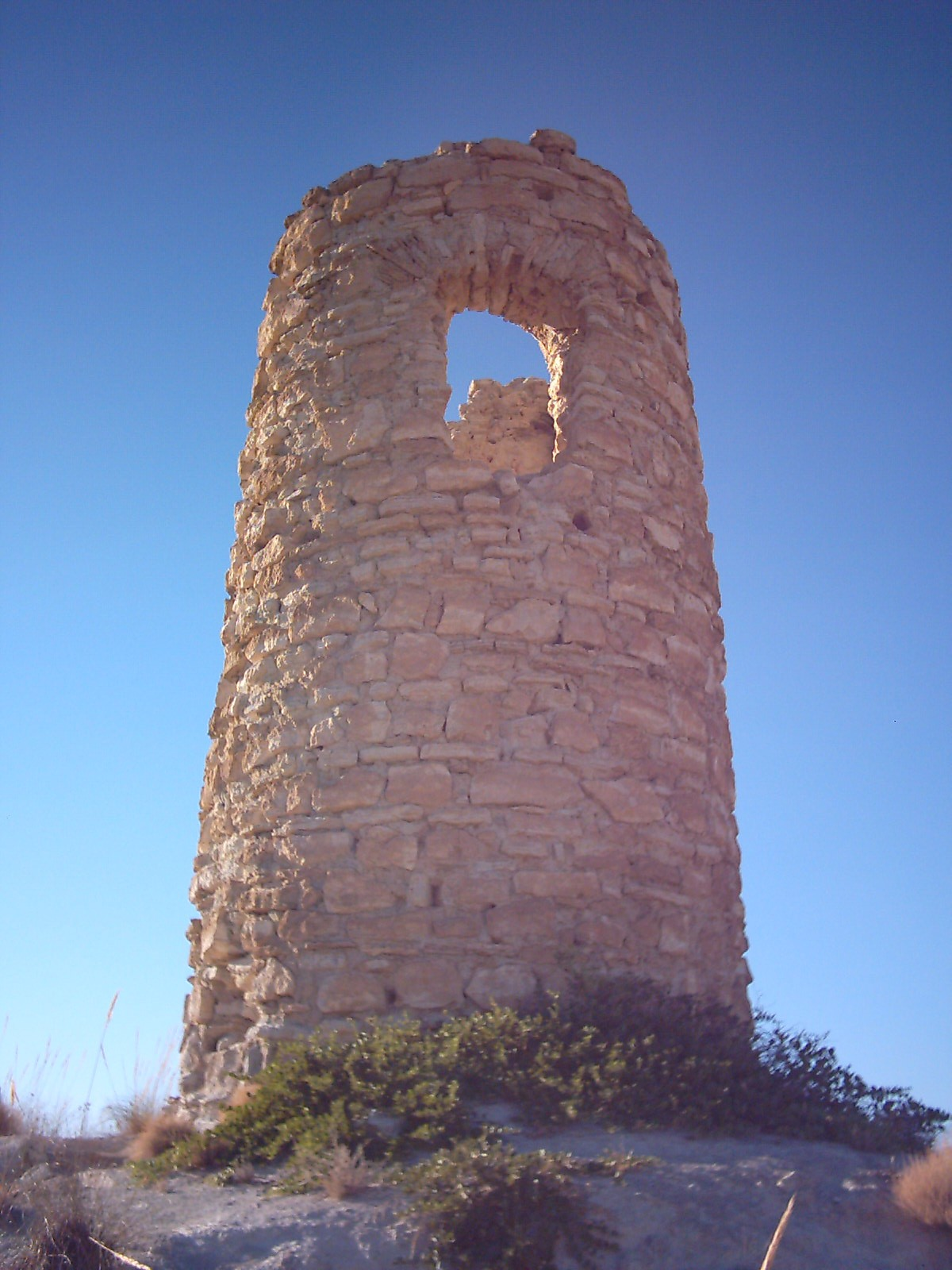
Torre de La Cañada

La torre de La Cañada es un elemento del sistema defensivo nazarí del siglo XIV en la Hoya de Baza. También cabe señalar la ermita de los Santos Médicos, las termas romanas en Los Laneros y el castillo de Cortes, del que solo quedan cimientos y restos de los muros. Éste último fue derruido en la década de los años 1980 por el ayuntamiento de la localidad por su gran deterioro y falta de recursos para poder mantenerlo.

### Fiestas
Entre sus celebraciones destacan las fiestas de San Cosme y San Damián —los Santos Médicos—, el tercer fin de semana de agosto, si bien hasta los años 1970 se celebraban en torno al 27 de septiembre. El 2 de febrero tiene lugar el día de la Candelaria, en el que se prenden hogueras y acuden todos los vecinos.
En las pedanías de Las Cucharetas, Los Laneros, Campocámara y La Teja está muy arraigada la fiesta de las Cruces el 3 de mayo. En Los Laneros también se celebra la fiesta de la Almendra a mediados de octubre.
Moros y Cristianos
Hasta el año 1932 se celebraban los tradicionales moros y cristianos en Cortes de Baza en honor a los Santos Médicos, que formaban parte del patrimonio cultural del municipio. Durante el transcurso de la liturgia principal se bautizaban todos los niños nacidos durante el año anterior, siendo apadrinados por los reyes moro y cristiano. A partir de ese año, por motivos desconocidos, dejaron de celebrarse.
Estas fiestas solían incluir representaciones teatrales de batallas dialéctica y física entre el bando moro y cristiano, música y baile.
En la actualidad se está intentando recuperar esta tradición muy propia de municipios granadinos —como Cúllar, Benamaurel o Zújar— y del Levante peninsular.